# Hungarian Grand Prix 2024
L'Hungarian Grand Prix 2024 è un torneo femminile di tennis giocato su Terra rossa. È la 22ª edizione dell'Hungarian Grand Prix, facente parte della categoria Tornei WTA 250 nell'ambito del WTA Tour 2024. Si gioca al Római Tennis Academy di Budapest, in Ungheria, dal 15 al 21 luglio 2024.

## Partecipanti

### Teste di serie
| Nazionalità | Giocatrice          | Ranking* | Testa di serie |
| ----------- | ------------------- | -------- | -------------- |
|             | Diana Šnajder       | 30       | 3              |
| Bulgaria    | Viktorija Tomova    | 48       | 2              |
| Cina        | Wang Xiyu           | 54       | 3              |
| Spagna      | Sara Sorribes Tormo | 55       | 4              |
| Polonia     | Magdalena Fręch     | 58       | 5              |
| Argentina   | Nadia Podoroska     | 65       | 6              |
| Giappone    | Moyuka Uchijima     | 68       | 7              |
| Francia     | Varvara Gracheva    | 70       | 8              |

* Ranking al 1 luglio 2024.

### Altre partecipanti
Le seguenti giocatrici hanno ricevuto una wild card per il tabellone principale:
- Tímea Babos
- Fanny Stollár
- Natália Szabanin

Le seguenti giocatrici sono passate dalle qualificazioni:

- Miriam Bulgaru
- Ekaterina Makarova
- Carole Monnet
- Gergana Topalova
- Amarissa Tóth
- Simona Waltert

La seguente giocatrice è entrata in tabellone come lucky loser:
- Ella Seidel

### Ritiri
Prima del torneo
- Ekaterina Aleksandrova → sostituita da  Anna Bondár
- Anhelina Kalinina → replaced by  Aljaksandra Sasnovič
- Dar'ja Kasatkina → replaced by  Rebecca Šramková
- Julija Putinceva → replaced by  Kamilla Rachimova
- Daria Saville → replaced by  Suzan Lamens
- Laura Siegemund → replaced by  Eva Lys
- Taylor Townsend → sostituita da  Olga Danilović

Durante il torneo
- Bernarda Pera
- Moyuka Uchijima

## Partecipanti al doppio

### Teste di serie
| Nazione     | Giocatrice    | Nazione   | Giocatrice        | Ranking* | Teste di serie |
| ----------- | ------------- | --------- | ----------------- | -------- | -------------- |
| Ungheria    | Tímea Babos   | Australia | Ellen Perez       | 70       | 1              |
| Kazakistan  | Anna Danilina |           | Irina Chromačëva  | 95       | 2              |
| Regno Unito | Maia Lumsden  | Rep. Ceca | Anna Sisková      | 127      | 3              |
| Ungheria    | Anna Bondár   |           | Kamilla Rachimova | 151      | 4              |

* Ranking al 1 luglio 2024.

### Altre partecipanti
Le seguenti coppie di giocatrici hanno ricevuto una wild card per il tabellone principale:
- Panna Bartha /  Amarissa Tóth
- Melinda Bíró /  Gréta Nemcsek

## Punti
| Evento    | V   | F   | SF | QF | 2T   | 1T | Q    | Q2   | Q1   |
| Singolare | 250 | 163 | 98 | 54 | 30   | 1  | 18   | 12   | 1    |
| Doppio    | 250 | 163 | 98 | 54 | N.D. | 1  | N.D. | N.D. | N.D. |

## Montepremi
| Evento    | V        | F        | SF       | QF      | 2T      | 1T      | Q2      | Q1      |
| Singolare | 30 650 € | 18 110 € | 10 100 € | 5 750 € | 3 512 € | 2 512 € | 1 860 € | 1 200 € |
| Doppio*   | 11 150 € | 6 270 €  | 3 600 €  | 2 150 € | N.D.    | 1 652 € | N.D.    | N.D.    |

* per team

## Campionesse

### Singolare
Diana Šnajder ha sconfitto in finale  Aljaksandra Sasnovič con il punteggio di 6-4, 6-4.
- É il terzo titolo in carriera e della stagione per Šnajder.

### Doppio
Katarzyna Piter /  Fanny Stollár hanno sconfitto in finale  Anna Danilina /  Irina Chromačëva con il punteggio di 6-3, 3-6, [10-3].